# Алмазная сетка
«Алмазная сетка» — ювелирное яйцо, одно из пятидесяти двух императорских пасхальных яиц, изготовленных фирмой Карла Фаберже для русской императорской семьи. Оно было создано в 1892 году по заказу императора Александра III в подарок супруге, императрице Марии Фёдоровне.
С 2003 года «Алмазная сетка» принадлежит фонду американских бизнесменов Дороти и Арти Макферрин и экспонируется в Хьюстоне в музее естественных наук. Сюрприз пасхального яйца — механический слон — в 2015 году был обнаружен в Королевской коллекции Елизаветы II в Лондоне.

## Дизайн
Скорлупа яйца вырезана из полупрозрачного яблочно-зелёного бавенита, оплетённого диагональной сеткой из платиновых полос, инкрустированных бриллиантами огранки роза на золотых основаниях. Сверху и снизу, в местах соединения полосок, расположены два больших бриллианта. Внутренняя отделка выполнена белым атласом и имеется пространство для размещения сюрприза. Основание представляло собой круглую бледно-зелёную плиту из жадеита, на которой находились три херувима, поддерживающие яйцо. Считалось, что они олицетворяют трёх сыновей императорской семьи: Николая (наследника престола), Георгия и Михаила. В настоящий момент основание утеряно.

## Сюрприз
Сюрприз, до 2015 года считавшийся утерянным, был первым механизмом, разработанным в мастерских Фаберже. Он представлет из себя фигурку слоника с ключом для его заводки. Слоник с маленькой золотой башней был изготовлен из слоновой кости, частично покрытой эмалью, и инкрустирован огранёнными розой бриллиантами. Его бока украшены золотыми узорами в форме двух крестов, каждый с пятью белыми драгоценными камнями. Лоб слона украшен такими же камнями. Бивни, хобот и упряжь были украшены маленькими алмазами. Слоник преднамеренно имел сходство со слоном, изображенном на королевском гербе Дании, как воспоминание из детства Марии Фёдоровны. Фигурка слона была повторена в 1900 году в яйце «Сосновая шишка», сделанном для Варвары Кельх.

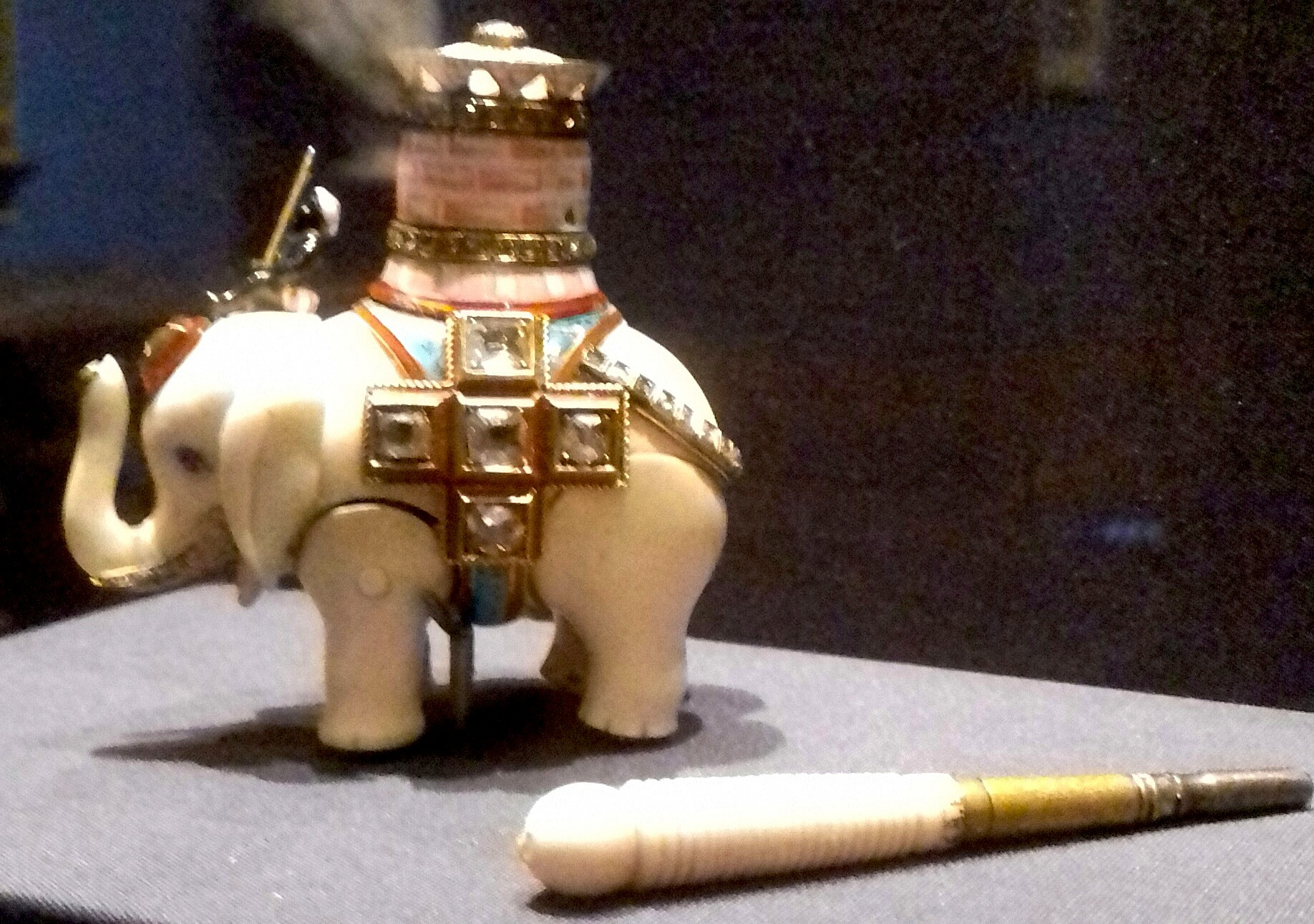
Слоник

## История
Изготовлением ювелирного яйца занимался Август Холмстрём, чья мастерская входила в фирму Карла Фаберже.
В 1892 году яйцо было доставлено императору Александру III и подарено его супруге, Марии Фёдоровне, на Пасху. Стоимость подарка по счёту Фаберже от 7 апреля 1892 года составила 4750 рублей. После революции 1917 года яйцо вместе с другими императорскими яйцами было конфисковано и отправлено в Оружейную палату Кремля. В 1920-х годах яйцо было продано через «Антиквариат» Мишелю Норману из компании Australian Pearl. Позже яйцо было продано Эммануилу Сноумэну из Wartski. В 1929 году было приобретено Мистером Китсоном из Великобритании. В 1960 году оно выставлялось на Сотбисе. В 1962—1977 годах и с 1983 года находилось в частных коллекциях в Великобритании. В Европе яйцо выставлялось в Лондоне (1977), Хельсинки (1980), Стокгольме (1997).
В 2003 году на аукционе «Кристис» в Нью-Йорке яйцо было выставлено со стартовой стоимостью в $3 млн, но так и не нашло покупателя. Позднее его приобрели американские бизнесмены Арти и Дороти Макферрин из Хьюстона. Его можно увидеть в экспозиции Хьюстонского музея естественных наук. 
В 2015 году сюрприз в виде слоника был идентифицирован в Королевской коллекции в Лондоне. В 2017-м королева Елизавета II на год предоставила фигурку в аренду музею, чтобы все детали «Алмазной сетки» были выставлены вместе.